# Stambeno-gospodarski sklop Perinuša
Stambeno-gospodarski sklop Perinuša na tromeđi sela Donjeg Prološca (općina Proložac), Poljica (općina Podbablje) i Glavine Donje (Glavina Donja 182) (Grad Imotski) je stambeno-gospodarski sklop koji predstavlja zaštićeno kulturno dobro.

## Opis dobra
Datacija: 18. do 20. stoljeće. Stambeno gospodarski sklop Mlinica na Perinuši kojeg čine mlinica s trinaest mlinova, dvije velike stambene zgrade s podrumima i spremištima te veliki ograđeni vrt. Sklop nastaje od početka 18. do početka 20.stoljeća kao središte posjeda obitelji Francesci. Čitavi sklop, posebno njegov sjeverni dio uključujući i samu mlinicu, je u vrlo lošem stanju. Sklop na Perinuši jedan je od teže oštećenih spomenika u Imotskoj krajini.

## Zaštita
Pod oznakom Z-5042 zaveden je pod vrstom "nepokretna kulturna baština - pojedinačna", pravna statusa zaštićena kulturnog dobra, klasificirano kao "stambeno-poslovne građevine".